# 펍메드 센트럴

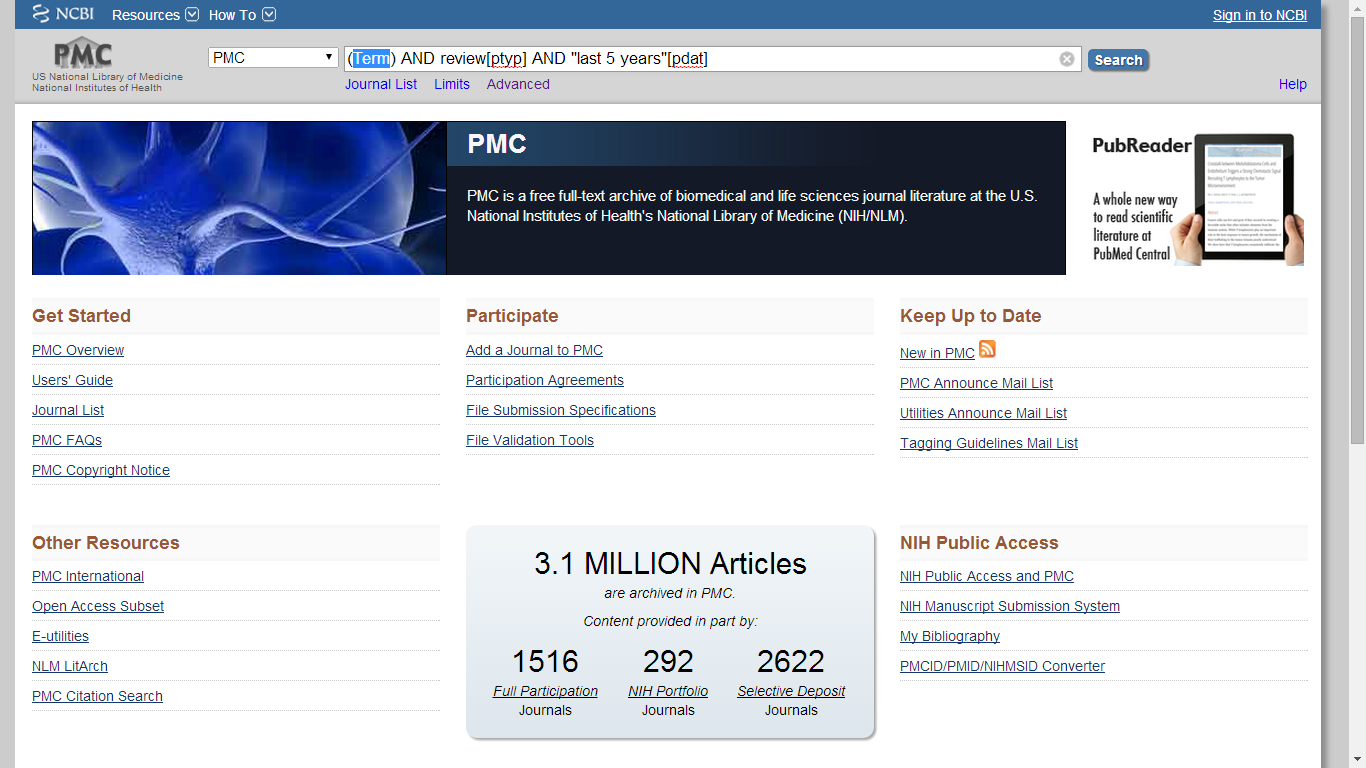

펍메드 센트럴(영어: PubMed Central, PMC)은 미국 국립 보건원(NIH) 산하 미국 국립 의학 도서관(NLM)에서 운영하고 있는 바이오 의학 및 생명 공학 분야 전자 도서관이다. PMC는 미국 국립생물공학정보센터(NCBI)에서 제공하는 의학학술지 전문 전자 보존 데이터베이스로 2009년 2월 25일 현재 537종의 영문학술지가 등재되었다. 생의학, 임상연구분야의 핵심출판물의 관리를 통해 장기적 보존을 담당하고 있다. 또한 NIH 연구성과물을 공공접근정책(Public Access Polict)에 의해 전세계 누구나 이용할 수 있도록 무료로 제공하고 있다. PMC는 NIH 공공접근 정책에 의해 연구비 지원을 받은 연구성과 논문으로 학술지 편집위원의 논문 심사를 통과한 최종본과 PMC 학술지표준에 부합되는 것만을 수집하여 제공한다.

## 성공 요인
내부적인 요인으로 NIH의 최고 수장인 하놀드 바무스(Harold Vamus)박사가 직접 오픈 액세스 사업에 관심과 의지를 가지고 추진한 점, 국립의학도서관이라는 신뢰할 수 있는 도서관이 PMC의 실질적인 운영기관이었다는 점을 들 수 있다. 또한, 정책수립과정에 연구자, 학계, 출판사 등의 모든 이해당사자들의 참여를 유도한 적극적인 홍보전략, 최고 경영측에서의 내부직원 교육, 연구자들에게 편지 발송을 통한 참여 독려가 있다. 저작권 정책을 살펴보면 오픈 액세스 라이선스 적용과 그렇지 않은 자료에 대해서는 무료이용(Free Access)정책을 펴고 있다. 기본적으로 PMC는 무료이용을 허용하되, 오픈 액세스를 위한 정보공유라이선스를 채택하지 않은 학술논문의 저작권은 미국 연방정부와 기타 해외 각국의 저작권법에 보호를 받고 있다.
그리고, NIH 기금수해에 대한 결과보고서 제출 프로세스의 간소화, NLM에서 운영하는 다양한 데이터베이스와의 연계 통합을 통한 연구성과 인용 활성화 추진이 있다. 외부적인 요인으로 국가연구비지원에 의한 연구성과물은 공개해야 한다는 리버만 의원의 CURES 법안, 코닌 의원의 PRPAA와 같은 오픈 액세스법안 발의를 통한 공론화된 시대적 분위기가 PMC의 성공에 작용한 것으로 보인다.
콘텐츠의 타깃팅을 통한 품질관리 요인을 살펴보면 다음과 같다. PMC는 PMC 가이드라인을 통해 학술지 선정 기준을 제시하고 있으며, 해당 선정기준 이상이 되는 학술지 및 NIH 연구성과물 중에서도 논문심사를 거쳐 학술지에 게재된 논문만을 아카이브하고 있었다. 이와 같이 학술논문으로 한정하여 타깃팅하였다는 점에 그 의미가 있겠다. 다음으로, 관련 기관과의 협력요인을 살펴보면 PMC는 영국의 Wellcome Trust 재단과 협력하여 UK PubMed Central을 제공하는 한편, 생의학분야 학회 및 출판사들의 참여를 유도하는 정책을 펼치고 있다. 그리고 안정적인 정보기술 인프라지원 요인은 PMC는 NLM에서 제공하는 고품질의 다양한 데이터베이스와 PMC 데이터와의 통합검색을 제공하여 연구자의 연구성과물에 대한 전세계적인 가시성을 확대함으로써 궁극적으로 연구자 논문의 인용 및 이용 활성화에 기여하고 있다. 저작권 요인을 보면 PMC는 아카이브에서 저작권을 양도받지 않고, 학회, 출판사, 저자가 모두 보유할 것을 허용하고 있었다. 이용활성화 요인에서 PMC는 오픈 액세스 취지를 공공접근정책을 통해 다양한 미디어에 홍보하였다. 특히, 이해당사자들을 의사결정과정에 참여시키고 이들의 의견을 최대한 수렴한 열린 정책을 펼침으로써 이해 당사자들에게 홍보하고, 이들을 옹호자로 확보하는 효과를 가져왔다. 또한, 학술지를 통한 논문 발표, 최고 경영층의 오픈 액세스 독려 편지 발송, 직원 교육 등의 적극적인 활동을 수행하였다. 마지막으로, 연구자 혜택 요인을 살펴보면 다음과 같다. PMC는 연구비 지원을 받은 과제 책임자가 NIH에 제출하는 최종 보고서를 학술지 발표 논문의 최종본으로 대체할 수 있도록 함으로써 연구결과물 제출 프로세스를 간소화하였다. 또한 PMC 제출 논문을 통해 연구성과 검증이 가능하도록 함으로써 후속 과제 지원의 가능성을 열어주었다.

## 기탁논문 종류
기탁논문의 종류는 다음과 같다.
- NIH 공공접근 정책에 따라 연구자들이 기탁하는 논문.
- PMC 학술지를 위한 학술적 품질표준에 부합하는 학술지의 논문.
- 스캐팅 프로젝트에 의하여 기탁되는 논문.[5]
- MEDLINE, Agricola, Biosis, Chemical Abstracts, EMBASE, PsycINFO, 또는 Science Citation Index 등과 같은 색인 및 초록데이터베이스에 망라되어 있는 저널의 논문만을 수용하며, 적어도 세명의 편집위원을 둔 저널의 논문만을 받아들이고 있다.[6]

## 펍메드 센트럴 저장소
바이오메드 센트럴(BMC) 저장소는 BMC 출판사에서 운영하는 오픈 액세스 아카이브이다. 2006년 1월 현재 BMC 아카이브에는 BMC 출판사의 학술지 145종과 그 외 5종 학술지의 논문 38237건이 저장되어 있다. BMC 저장소에서 검색되는 논문이 모두 오픈 액세스 방식으로 제공되는 것은 아니다. BMC 출판사 학술지 중 141종은 모든 논문이 공개되어 있지만, 나머지 4개 학술지는 연구논문만이 오픈 액세스 방식으로 제공된다. 기석은 BMC 출판사를 통하여 출판되는 학술지에서 연구논문은 모두오픈 액세스로 제공하는 것을 원칙으로 삼고 있지만 그 외의 리뷰논문 등은 오픈 액세스 원칙을 적용하지 않기 때문이다. 즉, 각 학술지의 편집위원회는 연구 논문 이외의 기사에 대하여 각기 다른 접근 정책을 펴고 있으므로, 일부 학술지의 경우 BMC 저장소에서 연구논문 이외의 내용의 원문을 제공하지 않는다. 이러한 학술지의 경우 구독을 해야만 원문을 볼 수 있도록 되어 있다.
The Scientist의 경우에는 뉴스 기사의 원문만 오픈 액세스 할 수 있다. BMC 저장소는 이러한 다양한 방식의 접근 형태를 세 가지 유형의 로고를 사용하여 표시한다. 또한 BMC 저장소는 펍메드와 연계되어 BMC 저장소에서 제공되는 학술지가 펍메드에 등재되어 있는 경우 상호링크를 통하여 검색될 수 있도록 하고 있다. 즉, 펍메드에서 검색된 특정 논문이 BMC 저장소에 있을 경우 링크아웃 아이콘을 클릭하여 BMC 저장소로 곧바로 이동하여 원문을 볼 수 있다.

## 펍메드 센트럴 학술지 등재와 조건
PMC에 등재된 학술지를 들여다보면 다음 세 가지로 나눌 수 있다.
1. 상업회사에서 처음부터 웹을 통한 공개학술지로 발행: BioMed Central, Public Library of Science (PLoS), Bentham Science Publishers, Hindawi Publishing Company,Frontiers Research Foundation, MedKnow Publication Company 등에서 발행하는 것으로 가장 많은 수를 차지한다.
2. 상업회사에서 이런 서비스를 하는 경우: Immunology(Blackwell and Science)
3. 학회에서 발행하여도 경제적인 여유가 있어 작업가능한 곳: American Society for Microbiology에서 발행하는 Infection and Immunity, 모든 국내 의편협 회원단체 발행 학술지

PMC에 등재시키기 위한 요건으로는 학술지 언어가 영어이어야 하며, 출판 내용으로 의생명과학 분야를 다루어 미국 국립의학도서관의 수집 목록에 있어야 하고, PMC/XML 파일의 기술 수준이 일정 기준에 맞아야 한다.

## 검색 기능
PMC는 미국국립의학도서관의 정보기술을 활용하여 다양한 정보 검색서비스를 제공하고 있다. 기본검색은 미국국립생물정보센터에서 운영, 관리하는 여러 데이터베이스 내에서 키워드, 저자명, 학술지명, 국제 표준 일련 번호 등으로 검색할 수 있으며, 다양한 제한 검색을 통해 검색 레코드 항목별로 제한하여 검색 할 수 있다. 그리고 인용 문헌 검색 서비스에서는 찾고자하는 학술지내의 모든 논문명, 저자명, 서명, 일자별 검색, 학술지 권호 검색 등을 제공한다.
인용 문헌 검색 서비스에서는 PMC의 전체 텍스트 정보가 펍메드에 내부적으로 통합되어 있기 때문에, 펍메드의 초록 레코드에서 그 논문이 인용한 참고 문헌을 검색할 수 있고, PMC의 논문들이 인용하는 정보를 펍메드 레코드에 반영한“Cited by PMC articles”기능을 활용하여 PMC의 다른 논문들이 인용하는 정보를 검색할 수 있다.

## 출력 기능
PMC는 검색결과로 논문명, 저자명, 학술지명, 출처정보, 전자출판일자, 연계 URL, 연계원문을 제공한다. 원문을 클릭하면 저자의 이메일 정보와 소속기관정보, 라이센스 정보, 디지털 객체 식별자 정보, 출판 정보, 참고 문헌 수록 데이터베이스까지 모두 제공하고 있다. 검색결과 원문은 PMC 시스템에 의하여 변환된 XML/DTD문서와 PDF 형식, HTML 등으로 이용 가능하다.

## 리포지터리의 접근성
리포지터리의 검색과 이용을 위해 자체적으로 제공하는 소프트웨어나 하드웨어는 없지만, 검색된 전문을 이용하기 위해서는 특정 뷰어의 설치가 필요하다. PMC의 경우 NCBI를 통한 회원가입과 탈퇴가 가능하며, 가입여부와 상관없이 원문을 이용할 수 있다.

## 자문위원회 운영
미국보건국 산하 국립의학도서관은 생의학분야 레파지토리인 PMC의 성장과 원활한 운영을 위하여 미국 보건국 국장과 PMC내용의 품질과 운영을 책임지고 있는 국가바이오기술정보센터(NCBI)의 수장을 중심으로 상시 자문위원회를 구성하여 운영하고 있다. 본 위원회는 매년 2회의 정기회의를 개최하고 있으며, 미국 보건부 국장이 생의학 및 정보과학분야 커뮤니티와 일반인 중에서 적합한 사람을 선별하여 임명하고 있다. 본위원회의 역할은 PMC 정책을 확립하고 운영을 모니터링하며 연구자, 사서, 출판사 및 일반 대중의 요구를 수렴하는 것이다.

## 저작권 정책
PMC의 모든 문헌과 학술지는 개별 저자, 출판사 및 기타 저작권 소유자에게 저작권리가 있다. 제공되는 학술지 논문은 무료로 이용할 수 있으나, 오픈 액세스 논문으로 라이선스를 명시한 일부 저널을 제외하고는 이들 논문의 저작권은 미국 연방정부와 기타 해외 각국의 저작권법에 의해 보호를 받고 있다.
PMC 운영의 기본이 되고 있는 공공접근정책에서는 학술논문의 기탁과 관련하여 명령(Requirement)이 아닌 자발적인 참여를 요쳥(Request)하는 것에 주목할 수 있다.

## 수집 정책
미국 보건부 공공접근 정책에 의해 연구비 지원을 받은 연구성과 논문으로 학술지 편집위원의 논문 심사를 통과한 최종본과 PMC 학술지에 부합되는 것만을 수집하여 제공한다.

## PMC 학술지 기탁 및 접근 정책
2003년 6월, 자문위원회는 PMC 정책에 동의하는 출판사에게 학술지 기탁 및 접근정책 가이드라인을 수립하였으며, 그 내용은 다음과 같다.
- 첫째, 참여 학술지는 각 호의 모든 콘텐츠를 제출해야 한다. 학술논문의 일부만을 제공하는 것은 예외한다.
- 둘째, 제출되는 모든 논문은 가급적 학술지에 출판된 논문 그대로 제공하여 PMC 데이터 리뷰 프로세스 처리에 오류가 발생하지 않도록 독려한다.
- 셋째, 참여 학술지는 가급적이며 학술지가 출판된 이후 즉시 공개가 가능하도록 독려한다.
- 넷째, 참여 학술지는 가급적이면 기타 학술지의 톤첸트, 예를 들어 레터 혹은 각종 리뷰지 등도 PMC를 통해 제공할 수 있도록 한다.[11]

## PMC유지비용
NIH는 웹기반의 NIH 논문기탁시스템(NIHMS)을 개발하여 연구자의 논문을 PMC를 통해 장기적으로 보존하고 안정적인 검색서비스를 제공하고자 노력하고 있다. NIH 산하 PMC 운영기관인 NLM은 NIHMS 시스템 개발비용, 직원인건비, 하드웨어 및 소프트웨어, 기타 유지보수, PMC 아카이빙을 위한 표준포맷 변환에 소요되는 비용을 산정하였다. 2005년 한해동안 소요비용으로는 약 10억 달러가 소요되었으며, 연구자가 제출하는 최종본을 XML 마크업언어로 태깅하여 PMC 레파지토리 포맷으로 변환하고 유지관리하는데 소요되는 증가 비용은 매년 2억 달러에서 4억 달러로 추정하고 있다. 이는 매년 연구자가 6만 5000여 편 이상의 논문을 제출한다는 가정 하에 산출한 비용이며, 2005년 PMC 과월호 디지털 프로젝트에서 생산된 20만 편 이상의 인쇄형태 논문의 디지털화비용이 포함된 것이다. 본 정책 발표 이후 NIH는 연구자가 논문 투고료와 같이 논문 발표를 위하여 소요되는 비용에 대하여 연구자를 지원할 것으로 발표하였다. 매년 NIH 연구비지원에 의하여 출판되는 학술논문 투고에 소요되는 직접비를 약 300억 달러로 추정하고 있으며, 이는 연구자가 PMC에 최종논문을 자발적으로 제출하든지 안하든지 상관 없이 지원할 예정이라고 발표하였다.

## 대한민국 학술지 등재 현황
한국보건의료인국가시험원의 기관 영문 전자 학술지 '보건의료교육평가'가 대한민국 학술지 가운데서는 5번째로 PMC에 등재됐다. 이번에 등재된 부분은 웹출판이 완료된 2006년 Volume 3부터 최근호까지의 전문 및 영문초록부분이며 2009년 2월 17일자로 올랐다. 대한민국에서는 6종이 등재돼 있다.

## 목적
- NIH 산하 NLM은 NIH 기금 지원으로 생산된 모든 연구 성과물에 대한 중앙 레파지토리를 구축함으로써 생의학 및 임상연구분야의 핵심출판물을 장기적으로 보존하고자 한다.
- 전세계 과학자들이 인터넷을 통해 의학분야의 진보된 연구 출판물에 보다 쉽게 접근 할 수 있도록 고품질의 정보원을 개발함과 동시에 NIH 연구비를 보다 잘 관리하고자 한다.
- NIH 연구비지원에 의해 생성된 고품질의 연구 성과물을 인터넷을 통해 법적, 경제적, 기술적인 장벽없이 이용할 수 있도록 추진한다.[14]

## 역사
PMC의 전신은 E-biomed로 이는 1999년 5월, 하롤드 바무스(Director Harold Varmus)가 인쇄 출판의 한계를 지적하면서 미래의 생의학분야 연구성과물 레파지토리로 출시되었다. 당시, E-biomed는 preprint 서보러소 연구자가 생의학분야의 모든 연구논문을 제출하고 이요할 수 있었다. 여기에는 논문심사를 통과한 학술논문 뿐 만 아니라 심사를 거치지 않은 연구논문이 포함된다. 이렇게 운영하던 E-biomed를 1999년 8월 30일, 펍메드 센트럴로 개정발표하였으며, 2000년 2월부터 공식 운영되었다. NIH는 PMC를 펍메드 센트럴로 변경하면서 PMC 운영 방침과 관련하여 중요한 사항을 결정하였으며, 결정하는 과정에서 현재 미국 코넬대학교에서 운영하고 있는 물리학 분야의 Preprint 레파지토리인 arXiv 사례를 검토하였다. 2000년 2월, PMC는 PNAS: Proceedings of the National Academy of Sciences and Molecular Biology of the Cell의 전자학술지 레파지토리를 시작으로 출시되었다. 그리고 2007년 3월 10일 311종의 의학분야 학술지와 5,965편의 학술논문을 아카이빙하여 서비스하고 있다. 현재 NLM에서 보존 및 관리 책임을 맡아, 인쇄 뿐 만 아니라 전자 학술지의 원문을 아카이빙하여 전세계 연구자에게 인터넷을 통한 무제한적인 접근을 제공하고 있다.
PMC는 자유롭게 의학논문을 웹에서 누구나 볼 수 있도록 미국국립보건원에 수집 보관한 것으로 미국국립의학도서관 생명기술정보센터에서 운영한다. 미국국립의학도서관에서 2000년부터 작업을 시작하였다. 처음에는 두 종으로 시작한 PMC에 2011년 2월 6일까지 828종이 등재되어 최근에는 연 100종 이상 등재되고 있다. PMC에 등재되면 Pubmed에도 자동으로 등재되므로 전 세계에서 쉽게 검색할 수 있다.

## PMC의 최초 제안과 다양한 반응
생의학 정보의 신속·저렴하면서 광범위한 배포로 출판비용을 감소시켜 가치 있는 데이터가 PubMed와 같은 공공사이트에 먼저 올라옴으로 인해 독자들이 기존 문헌의 이용 장애를 완화하고 과학자들 간의 주지정보 제공을 강화시키는 것이 PMC의 발표당시 원래 계획이었다. 따라서 PMC는 당초 계획대로 운영되었다면 과학자들이 인용 문헌과 Medline 탐색후 신속하고 자연스럽게 전문으로 이동할 수 있다.
그러나 너무나 이상적이고도 급격한 변화를 동반하는 PMC발족에 대해 논문은 반드시 게재심사를 거쳐 출판을 해야 한다는 주장뿐만 아니라 출판을 위한 너무 간단한 절차로 말미암마 Varmusrk 300년 동안이나 기능을 잘 유지해온 출판전통을 일거에 무너뜨린다는 염려도 있다. 또 상업출판사나 교육목적의 학회들은 잠재적인 구독료의 감소, 광고료와 별쇄본(Reprint) 판매의 수입감소를 걱정하고 있다. 개도국의 과학자들은 대체로 이 계획을 환영하지만 이 계획은 독점적이고, 기술지향적이고, 생의학 출판시장을 영어중심의 주도권으로 변화시킨다는 우려를 나타내기도 한다. 생물학자들은 Preprint의 광범위한 배포개념에 낯설어하며 PMC서버에서 심사를 거치지 않은 가치없는 생의학 정보가 번성할까 걱정도 한다.
한편, 미국주도 PMC의 유럽판이라 할 수 있는 E-biosci는 유럽분자생화학회(EMBO)에 의해 제안되어 문헌과 단백질DB 및 기타생물자원을 링크하여 2001년 7월 중 오픈 예정으로 게재심사를 거친 논문과 Preprint를 제공할 계획이다. 그리고 MPS는 연구자들의 학술저널 제도 불만과 무료 전자 아카이브에서 미국 독주에 우려감을 가지고 마련된 독일의 대안 시스템으로, 2001년 1월에 Garching에 정보센터를 열고 78개 연구소의 생의학을 포함한 과학자들이 무료 전자 아카이브에 그들의 논문을 출판할 수 있다.

## PMC 활성화 전략
NIH는 공공접근 정책에 의거하여 연구비 지원을 받아 출판된 학술 논문의 제출을 요청하고 있다. NIH는 엄밀히 말하면 자발적인 참여를 요청하는 것으로서 자발적인 참여를 유도하기 위한 다양한 추진전략을 살펴보면 다음과 같다. 첫째, NIH는 다양한 미디어와 방법을 활용하여 공공접근정책을 홍보하였다. 공공접근 정책을 여러 학술지에 발표하고 출판사에 공헌하였으며, NIH 직원 리더쉽 회의를 개최하여 정책에 대한 자세한 교육을 실시하였다. 또한 NIH 원장 및 간부들은 공공접근 정책에 동참할 것을 독려하는 편지를 연구자들에게 발송하는 한편, 각종 세미나 등을 개최하여 공공접근 정책에 대한 홍보와 교육을 실시하였다. 이는 연구자 및 연구기관, NIH 직원, 그리고 관련 출판사들이 본 정책의 취지에 동참할 수 있도록 하고자 함이었다. 둘째, 연구자에게 PMC에 논문을 기탁하함으로써 얻을 수 있는 다양한 혜택을 제공하였으며, 주요 내용은 다음과 같다.1. NIH 연구지원비를 받은 연구자와 기관이 반드시 제추해야 하는 연구과제 진행보고서를 PMC 논문 기탁으로 대체함으로써 연구자의 편이를 도모하였다. 2. 이렇게 기탁된 논문의 인용을 극대화하기 위하여 NLM의 최신정보기술을 제공한다. NLM은 PUBMED, Genbank(DNA Sequences), Comlpete Genome MaPPPS, Protein Sequences and Structures, Taxonomy, PubCHem, MedinePlus, Clinical Trials, 참조링킹 정보서비스(Cross-linking information) 등을 제공하고 있으며, PMC 통합정보검색 서비스를 통해 학문영역간의 깊이있는 연구를 수행할 수 있도록 지원하고 있다. 또한 데이터마이닝과 정보간의 상호 링킹 기법을 제공함으로써 연구자의 연구수행을 돕고 있다.3. 과학자들이 연구 성과물에 대한 공공접근 적시에 제공함으로써 연구성과에 대한 가시성을 향상시켰다

## 정보자원 범위 및 유형
PMC 정보자원은 NIH 공공접근정책이 효력을 발휘하는 이후 연구기금을 받은 연구자들이 납본하는 학술논문의 최종본과 PMC취지에 동참하는 출판사에서 제공하는 학술지 원문이다. 단, 이들 학술지는 전자출판된 전자저널 뿐만아니라 인쇄 형태로 발간되었던 과거분 디지털화 프로젝트에 동참한 학술지 모두가 포함된다. 내용을 살펴보면 다음과 같다. 첫째, NIH 공공접근 정책이 효력을 발생한 2005년 5월 2일 이후에 연구비 지원을 받은 연구 프로젝트의 연구성과 논문과 2005년 5월 2일 이전에 연구비지원을 받은 프로젝트 중에서 이날 이후 연구프로젝트에 기반하여 발표되는 학술논문이다. 이때 단행본의 각 장(Chapter), 사설(Editorial), 리뷰, 학술회의 자료는 제외된다. "연구비 지원"이라 함은 NIH의 직접적인 연구비 지원과 NIH 협력기관, 혹은 Ruth L. Kirschstein National Reasearch Service Award 등에서 수여하는 연구비도 포함된다. 이들 논문은 NIH 공공접근정책에 의거하여 오픈 액세스로 PMC에 기탁되는 것이다. 그리고 논문의 본문 중에 포함되는 이미지, 사진, 그래픽자료는 고해상도 TIFT, EPS, 혹은 JPEG, GIF 포맷으로 제출된다. 기타 비디오, 오디오파일, 각종 데이서셋 파일도 제출되어야 한다. 이렇게 제출된 자료는 NLM XML DTD 형색으로 재태깅될 수 있으며, 인쇄가능한 형태로 PMC에서 변환 제공하고 있다. 그리고 NLM 이 전문을 색인하여 의학분야의 주요 데이터베이스인 Medline, BIOSIS, Embase, 과학인용색인, PsychINFO, Agricola, Chemical Abstract 등에서 색인 초록되어 전세계에 무료로 서비스됨으로써 그 활용성을 확대시키게 된다. NLM은 제출된 학술논문을 PMC를 통해 무료로 제공할 뿐 아니라, 본 논문이 수록된 해당 학술지의 정보와 함께 전자저널 사이트로의 링크서비스도 제공하고 있다. NIH는 공공접근 정책에 의거하여 연구비 지원을 받아 출판된 학술 논문의 제출을 요청하고 있다. NIH는 엄밀히 말하면 자발적인 참여를 요청하는 것으로서 자발적인 참여를 유도하기 위한 다양한 추진전략을 살펴보면 다음과 같다. 첫째, NIH는 다양한 미디어와 방법을 활용하여 공공접근정책을 홍보하였다. 공공접근 정책을 여러 학술지에 발표하고 출판사에 공헌하였으며, NIH 직원 리더쉽 회의를 개최하여 정책에 대한 자세한 교육을 실시하였다. 또한 NIH 원장 및 간부들은 공공접근 정책에 동참할 것을 독려하는 편지를 연구자들에게 발송하는 한편, 각종 세미나 등을 개최하여 공공접근 정책에 대한 홍보와 교육을 실시하였다. 이는 연구자 및 연구기관, NIH 직원, 그리고 관련 출판사들이 본 정책의 취지에 동참할 수 있도록 하고자 함이었다. 둘째, 연구자에게 PMC에 논문을 기탁하함으로써 얻을 수 있는 다양한 혜택을 제공하였으며, 주요 내용은 다음과 같다.1. NIH 연구지원비를 받은 연구자와 기관이 반드시 제추해야 하는 연구과제 진행보고서를 PMC 논문 기탁으로 대체함으로써 연구자의 편이를 도모하였다. 2. 이렇게 기탁된 논문의 인용을 극대화하기 위하여 NLM의 최신정보기술을 제공한다. NLM은 PUBMED, Genbank(DNA Sequences), Comlpete Genome MaPPPS, Protein Sequences and Structures, Taxonomy, PubCHem, MedinePlus, Clinical Trials, 참조링킹 정보서비스(Cross-linking information) 등을 제공하고 있으며, PMC 통합정보검색 서비스를 통해 학문영역간의 깊이있는 연구를 수행할 수 있도록 지원하고 있다. 또한 데이터마이닝과 정보간의 상호 링킹 기법을 제공함으로써 연구자의 연구수행을 돕고 있다.3. 과학자들이 연구 성과물에 대한 공공접근 적시에 제공함으로써 연구성과에 대한 가시성을 향상시켰다

## PMC의 수정·발전된 현재 모습
2년전 제안되어 NLM의 NCMI에 의해 개발되 2000년 2월 발족된 생명과학 분야의 저널에 대한 웹기반의 무료아카이브인 PMC는 현재 PNAS등 7종과 BMC(BioMed Central) 저널 42종을 포함하여 향후 11종 이상의 저널을 추가로 이용할 수 있다. 게재심사를 거친 논문과 미 게재심사 논문의 Preprint를 제공하는 PMC는 앞으로 포함 저널들이 계속 증가할 것이다.
최근 NIK는 PMC의 지도적 역할을 NIH에서 학계로 이전하는 첫 작업으로 미국의 미국 국립과학아카데미에 PMC 자문위원회 지명을 도와달라고 요청했다. 그리고 지금까지 PMC에 참여한 출판사들은 그들의 full-text가 검색되거나 다루어질 수 있는 PMC 사이트에서 자유롭게 보이도록 허락해야만 했었다.
그러나 최근 PMC는 상업출판사를 비롯한 기존 인쇄출판시스켐에 익숙한 과학자들의 반발에 부딪혀 전문에 대한 그들의 제한과 함께 출판사 사이트 에서만 볼 수 있도록 계약할 수 있다고 방침을 변경하게 되었다. 이제 PMC의 유일한 결론은 저널이 출판된 지 1년 안에 (6개월이면 더 좋다) PMC나 출판사의 사이트에서 반드시 자유롭게 이용할 수 있어야 한다는 것이다. PMC의 새로운 방향을 선택한 출판사는, 그들이 지금 하고 있는 것처럼 full-text를 아카이브의 완전성을 위한 PMC표준에 맞추어 저널기사와 고해상도 이미지 파일을 DTD(document-type definition)를 따르기 위해 SGML이나 XML화일로 PMC에 제출하면, 밑의 그림과 같은 데이터의 흐름을 갖게 될 것이다.

## 논문 개방 방식
PMC는 미국국립의학도서관이 2000년경부터 구축하기 시작한 데이터베이스인데, 개방 또는 무료 학술지만 참여할 수 있다. 일부 학술지는 일정기간이 경과한 후 논문들을 차례대로 개방하는 방식으로 참여하고 있다. 지난 2009년부터는 미국 정부기관에서 받은 연구비의 결과물로 발표하는 모든 논문을 반드시 PubMed Central에 납본하도록 하여서, 연간 약 88,000편의 미국정부 지원 연구 논문이 PMC에 있는 모든 논문의 초록 레코드를 자동으로 PMC에 생성한다.

## PMC의 수정, 발전된 현재모습
2년전 제안되어 NLM의 NCBI 에 의해 개발되 2000년 2월 발족된 생명과학 분야의 저널에 대한 웹기반의 무료아카이브인 PMC는 현재 PNAS등 7종과 BMC(BioMed Central) 저널 42종을 포함하여 향후 11 종 이상의 저널을 추가로 이용할 수 있다. 게재심사를 거친 논문과 미 게재심사 논문의 Preprint를 제공하는 PMC는 앞으로 포함 저널들이 계속 증가할 것이다. 최근 NIH는 PMC의 지도적 역할을 NIH에서 학계로 이전하는 첫 작업으로 미국의 National Academy of Sciences에 PMC 자문위 원 회 지명을 도와달라고 요청했다. 그리고 지금까지 PMC에 참여 한 출판사들은 그들의 full-text가 검색되거나 다루어질 수 있는 PMC 사이트에서 자유롭게 보이도록 허락해야만 했었다. 그러나 최근 PMC는 상업출판사를 비롯한 기존 인쇄출판시스템에 익숙한 과학자들의 반발에 부딪혀 full-text 접근에 대한 그들의 제한과 함께 출판사 사이트 에서만 볼 수 있도록 계약할 수 있다고 방침을 변경하게 되었다. 이제 PMC의 유일한 결론은 저널이 출판된지 1년 안에 (6개월이연 더 좋고) PMC나 출판사의 사이트에서 반드시 자유롭게 이용할 수 있어야 한다는 것이다. PMC의 새로운 방향을 선택한 출판사는， 그들이 지금 하고 있는 것처럼 full-text를 아카이브의 완전성을 위한 PMC 표준에 맞추어 저널기사와 고해상도 이미지 파일을 DTD(document-type definition)를 따른다.

## PMC 학술지 표준
'PMC 학술지 표준'은 NLM이 PMC에 아카이브 되는 학술지를 선정하기 위하여 만든 기준이다. 이 표준에 의하면 PMC 학술지가 되기 위해서는 아래 세 가지 조건 중 하나를 만족해야 한다. 첫째, 지원대상 학술지가 MEDLINE에 색인되거나 둘째, Agricola, Biosis, CINAHL, Chemical Abstracts, EMBASE, PsycINFO, SCI 등의 DB에 수록되거나 셋째, 편집위원회 위원 중 적어도 세 명이 NIH 혹은 이와 동급의 미국 혹은 국외의 연구지원기관으로부터 연구기금을 활발히 받고 있는 연구책임자이어야 한다. 이 세 가지 조건 중 첫째 조건을 충족할 경우 자동으로 PMC 학술지가 될 수 있으나, 둘째나 셋째 조건에만 충족될 경우 NLM의 자문그룹인 문헌선정기술검토위원회(LSTRC, Literature Selection Technical Review Commitee)의 검토를 한번 더 거쳐야 한다. 이 위원회는 학술지에서 다루는 연구 범위, 연구논문의 질, 편집 및 논문심사의 질 등을 검토한다. 그러나 이 심사는 MEDSINE 학술지 선정보다 덜 엄격하게 이루어진다. 이러한 심사 절차는 특히 오픈 액세스 아카이브에서의 질적 수준 유지를 강조하는 의학 분야 연구자들의 요구를 충족시키기 위하여 NLM이 마련한 장치라고 할 수 있다.

## 같이 보기
- MEDLINE
- 펍메드